# 邱良功墓園
邱良功墓園位於中華民國金門縣金湖鎮，是曾官至提督的邱良功之墓，於民國七十四年（1985年）8月19日公告為三級古蹟，後來因為《文化資產保存法》修改而列縣定古蹟。

## 沿革
嘉慶二十二年八月三十日（1817年10月10日），邱良功於入京覲見後回任所的途中，於江蘇甘泉縣一帶病逝，嘉慶帝追授其為建威將軍，謚剛勇，賜墓葬。此墓園於嘉慶二十四年（1819年）開始動工，相傳墓址原是邱良功外祖父故宅，亦是他與姨表兄李光顯的出生地。
2001年進行修復時，有將一對石望柱補整以完善該觀墓的形制。

## 建築
該墓坐北朝南，正前方有四柱三間二層的石墓坊，坊前左右各有一座石碑亭，分別安置嘉慶帝御賜的神道碑與聖旨碑，而在墓道兩旁由外而內依序立有石羊、石虎、石馬與石翁仲。